# Poratia sequens
Poratia sequens är en mångfotingart som först beskrevs av Chamberlin 1923.  Poratia sequens ingår i släktet Poratia och familjen fingerdubbelfotingar. Inga underarter finns listade i Catalogue of Life.